# Verband Rheinischer Museen
Der Verband Rheinischer Museen (VRM) ist ein eingetragener Verein und hat seinen Sitz in Köln. Er vertritt die Interessen der rund 100 Mitgliedsmuseen im nordrhein-westfälischen Rheinland. Gemäß dem Beschluss der Mitgliederversammlung vom 20. September 2021 löste sich der Verband selbst auf. Viele Mitglieder traten anschließend dem Museumsverband Nordrhein-Westfalen bei.

## Geschichte
Die Gründung des Verbands erfolgte 1927 als "Verband der Rheinischen Heimatmuseen". Seine Wiedergründung erfolgte im Jahr 1962 in Köln. Am 23. November 2017 konnte der Verband Rheinischer Museen sein 90-jähriges Bestehen begehen.

## Aufgaben
Der VRM benennt als seine Aufgaben:
1. Die Unterstützung der Vielfalt der Museen bei sinnvoller Schwerpunktbildung,
2. die Sicherung der personellen und materiellen Rahmenbedingungen,
3. den Bildungsauftrag der Museen
4. die Einführung des Qualitätsmanagements
5. das bürgerschaftliche Engagement in den Museen.

## Tätigkeiten
Der VRM vertrat die Interessen der Museen durch öffentliche Stellungnahmen. Er kooperierte mit der Vereinigung Westfälischer Museen e. V. und mit dem Landschaftsverband Rheinland, LVR-Fachbereich Regionale Kulturarbeit/ Museumsberatung, sowie mit anderen regionalen, nationalen und internationalen Institutionen. Mit Fachtagungen und dem jährlichen Rheinischen Museumstag ermöglichte er den fachlichen Austausch und die Weiterbildung in Museumsfragen. Nicht zuletzt förderte der VRM die Kommunikation zwischen den Mitgliedsmuseen durch Rundbriefe.